# Elga Olga Svendsen
Pour les articles homonymes, voir Svendsen.
Elga Olga Svendsen, née le 14 avril 1906 à Copenhague (Danemark) et morte le 26 ou le 27 juillet 1992 à Frederiksberg (Danemark), est une actrice danoise.

## Biographie
Elga Olga Svendsen naît des acteurs Holger Reenberg (da) et Olga Svendsen (en) et est mère de Jytte Elga Olga.

## Filmographie

### Cinéma
- 1934 : 7-9-13
- 1937 : Flådens blå matroser : Gæst på varieté
- 1938 : Kongen bød : Omsværmet pige
- 1941 : Niels Pind og hans dreng : Bondepige, der sladrer
- 1941 : Thummelumsen
- 1944 : Det store ansvar : Vaskekone
- 1944 : Familien Gelinde : Kostumedame
- 1944 : Lev livet let : Husholderske
- 1947 : Lykke paa rejsen : Dansk turist i Paris
- 1951 : Frihed forpligter
- 1951 : Vores fjerde far : Krokone Christensen
- 1952 : Kærlighedsdoktoren : Kokkepige
- 1958 : Krudt og klunker : Kokkepigen Kathrine
- 1959 : Pigen i søgelyset
- 1967 : Mig og min lillebror : Minister (en tant que Elga Olga)
- 1970 : Rend mig i revolutionen
- 1976 : Affæren i Mølleby : Dame på rådhuset
- 1976 : Brand-Børge rykker ud : Tante Oline
- 1983 : Zappa : Bjørn's grandmother (en tant que Elga Olga)
- 1984 : Tro, håb og kærlighed : Bjørn's grandmother (en tant que Elga Olga)

### Télévision

#### Séries télévisées
- 1972 : Livsens ondskab : Damen i boden

#### Téléfilms
- 1974 : Snart dages det brødre : Madam Henriksen (en tant que Elga Olga)